# 홍천여자중학교
홍천여자중학교(洪川女子中學校)는 대한민국 강원특별자치도 홍천군 홍천읍 갈마곡리에 있는 공립 중학교이다.

## 학교 연혁
- 1955년 3월 9일 : 홍천여자중학교 설립인가(3학급)
- 1955년 5월 20일 : 홍천여자중학교 개교
- 1956년 2월 28일 : 제1회 졸업식 거행(졸업생 37명)
- 1956년 3월 1일 : 6학급 설립인가
- 1989년 3월 1일 : 홍천여고와 분리
- 2005년 9월 1일 : 학교이전(신촌길 90번)
- 2023년 3월 1일 : 제27대 전형배 교장 부임
- 2025년 1월 3일 : 제70회 졸업식 150명(총 16,023명)
- 2025년 3월 1일 : 2025학년도 입학(158명)

## 참고 자료
- 홍천여자중학교 - 한국교육학술정보원 학교알리미